# Angelana Calcio a 5 (femminile)
L'Angelana calcio a 5 femminile è una squadra di calcio a 5 di Santa Maria degli Angeli, affiliata all'A.S.D. Santa Maria degli Angeli Calcio a 5, oggi Angelana Calcio a 5, nata nella stagione sportiva 2003-2004.

## Storia
La squadra, nasce nel 2015 dalla volontà di creare nella società maschile già esistente, un segmento femminile. Nel primo anno di attività l'Angelana calcio a 5 femminile, ha partecipato al campionato FIGC di Serie C, raggiungendo importanti risultati grazie ad una squadra che ha unito calcettiste del territorio assisano a giocatrici conosciute nel panorama umbro. L'Angelana, inizia ad inanellare un successo dietro l'altro vincendo la Coppa Italia nella fase regionale umbra, qualificandosi tra le migliori 16 squadre italiane della categoria, aggiudicandosi il Campionato 2015/2016, ottenendo così la promozione in Serie A con 154 gol all'attivo e il titolo di Capocannoniere del Campionato regionale umbro (con 44 gol all'attivo) a Sara Altei.
Nella stagione 2016/2017, la neo-promossa come unica squadra umbra nella Serie A nazionale, allenata da Simone Pierini, affronta il Girone B del Centro-Italia, dove inizia ad collezionare importanti successi come quello della qualificazione alla Coppa Italia (calcio a 5) conosciuta anche come Final-Eight di Serie A ed il titolo di Campionesse d'Inverno 2016 nella propria categoria.
Vincendo i playoff di categoria, ottengono la promozione nella massima categoria di futsal, ovvero la Serie A Élite (calcio a 5 femminile)
Nella stagione 2017/2018 dopo varie promesse non mantenute e non avendo una sede attigua per poter giocare, la squadra Maschile decide di non iscriversi al Campionato di serie B, oltre che al campionato Under 21, e di cessare la propria attività agonistica. 
 
A causa della stessa indisponibilità di una sede di gioco idonea nella propria città di appartenenza, Santa Maria degli Angeli, dopo vari esìli in palasport limitrofi (con gare casalinghe disputate nella vicina Cannara e Torgiano) avvenuti negli anni precedenti, la squadra Femminile decide di iscriversi rinunciando alla massima serie e partecipando al Campionato Nazionale di serie A2: tutte le gare casalinghe, come sempre, verranno disputate nel Palasport di Torgiano.

## Struttura
L'Angelana calcio a 5 femminile, disputa le partite casalinghe e gli allenamenti, al Palasport nella città di Torgiano.

## Colori sociali
I colori storici dell'Angelana sono il giallo ed il rosso, mentre il terzo colore che campeggia nel blasone e nelle divise è il blu, in omaggio alla Città di Assisi, di cui Santa Maria degli Angeli ne è il più grande centro abitato.
I colori sociali giallo e rosso, affondano le proprie origini nella storia fortemente cattolica del territorio di Santa Maria degli Angeli, legata allo Stato Pontificio. 
Il giallo ed il rosso erano di fatto, i colori utilizzati prima del 1800, dallo Stato Vaticano.

## Divise
| casa | trasferta |

## Palmarès

### Competizioni
- Accesso alle qualificazioni Final Four A2: 1

2015-2016
- Vittoria Play-off Campionato Nazionale A2: 1

2014-2015
- Campionesse Serie C regionale: 1

2014-2015
- Coppa Italia fase regionale: 1

2015-2016

## Organico

### Rosa 2017-2018
| N° | Naz.              | Ruolo | Sportivo            | Anno     |  |  |
| -- | ----------------- | ----- | ------------------- | -------- |  |  |
| 1  | Italia (bandiera) | POR   | Valentina Brilli    | 04.03.88 |  |  |
| 2  | Italia (bandiera) | LAT   | Marzia Sorbelli     | 18.10.93 |  |  |
| 3  | Italia (bandiera) | DIF   | Carola Colucci      | 03.09.97 |  |  |
| 4  | Italia (bandiera) | LAT   | Lucia Brilli        | 21.07.97 |  |  |
| 5  | Italia (bandiera) | DIF   | Giorgia Catamerò    | 31.01.93 |  |  |
| 7  | Italia (bandiera) | UNI   | Marta Mastrini      | 21.08.92 |  |  |
| 9  | Italia (bandiera) | PIV   | Lucia Sulpizi       | 16.08.95 |  |  |
| 10 | Italia (bandiera) | PIV   | Claudia Carnevali   | 25.07.85 |  |  |
| 12 | Italia (bandiera) | POR   | Ilaria Di Giacomo   | 11.05.91 |  |  |
| 13 | Italia (bandiera) | UNI   | Sabrina Ciacci      | 07.03.98 |  |  |
| 8  | Italia (bandiera) | LAT   | Egle Fumanti        | 14.09.91 |  |  |
| 16 | Italia (bandiera) | UNI   | Michela Conti       | 06.04.94 |  |  |
| 18 | Italia (bandiera) | DIF   | Chiara Donati       | 18.12.87 |  |  |
| 21 | Italia (bandiera) | LAT   | Claraluna Fortunati | 29.04.99 |  |  |

### Staff tecnico stagione 2017-2018
- Allenatore: Simone Pierini[4], Massimilano Rivelli
- Preparatore portieri: Danilo Giorgetti, Tiziano Clementoni

### Rosa 2016-2017
| N° | Naz.                 | Ruolo | Sportivo             | Anno     |  |  |
| -- | -------------------- | ----- | -------------------- | -------- |  |  |
| 1  | Italia (bandiera)    | POR   | Alice Pordenoni      | 04.01.83 |  |  |
| 3  | Italia (bandiera)    | LAT   | Chiara Di Santi      | 28.05.85 |  |  |
| 5  | Italia (bandiera)    | LAT   | Giorgia Catamerò     | 31.01.93 |  |  |
| 7  | Italia (bandiera)    | UNI   | Marta Mastrini       | 21.08.92 |  |  |
| 8  | Italia (bandiera)    | DIF   | Carola Colucci       | 03.09.97 |  |  |
| 10 | Italia (bandiera)    | PIV   | Claudia Carnevali    | 25.07.85 |  |  |
| 12 | Italia (bandiera)    | POR   | Martina De Luca      | 27.06.89 |  |  |
| 16 | Italia (bandiera)    | UNI   | Michela Conti        | 06.04.94 |  |  |
| 18 | Italia (bandiera)    | LAT   | Chiara Donati        | 18.12.87 |  |  |
| 21 | Italia (bandiera)    | POR   | Alessandra Ciarapica | 01.06.88 |  |  |
| 22 | Argentina (bandiera) | DIF   | Gisela Maria Pedace  | 07.11.80 |  |  |
| 23 | Italia (bandiera)    | LAT   | Sara Altei           | 02.01.89 |  |  |

### Staff tecnico stagione 2016-2017
- Allenatore: Simone Pierini[4], Massimilano Rivelli
- Preparatore portieri: Danilo Giorgetti, Stefano Salvucci

### Rosa 2015-2016
| N° | Naz.              | Ruolo | Sportivo             | Anno     |  |  |
| -- | ----------------- | ----- | -------------------- | -------- |  |  |
| 77 | Italia (bandiera) | POR   | Alessandra Ciarapica | 01.06.88 |  |  |
| 3  | Italia (bandiera) | LAT   | Chiara Di Santi      | 28.05.85 |  |  |
| 4  | Italia (bandiera) | LAT   | Valentina Caruana    | 18.11.83 |  |  |
| 5  | Italia (bandiera) | DIF   | Roberta Catanossi    | 05.04.84 |  |  |
| 6  | Italia (bandiera) | LAT   | Valentina Laganà     | 15.06.81 |  |  |
| 7  | Italia (bandiera) | LAT   | Michela Brunacci     | 22.08.78 |  |  |
| 8  | Italia (bandiera) | LAT   | Camilla Burattini    | 17.03.88 |  |  |
| 9  | Italia (bandiera) | LAT   | Benedetta Paggi      | 02.07.81 |  |  |
| 10 | Italia (bandiera) | PIV   | Claudia Carnevali    | 25.07.85 |  |  |
| 11 | Italia (bandiera) | PIV   | Silvia Sargenti      | 25.08.81 |  |  |
| 13 | Italia (bandiera) | DIF   | Ilaria Caporaletti   | 15.10.80 |  |  |
| 17 | Italia (bandiera) | PIV   | Michela Pelagatti    | 25.09.71 |  |  |
| 23 | Italia (bandiera) | LAT   | Sara Altei           | 02.01.89 |  |  |
| 99 | Italia (bandiera) | POR   | Martina De Luca      | 27.06.89 |  |  |

### Staff tecnico stagione 2015-2016
- Allenatore: Federico Trevisan, Federico Brunati
- Preparatore portieri: Danilo Giorgetti, Lorenzo Mazzoli

## Società
- Presidente: Andrea Faticoni
- Vicepresidente: Gianfranco Tosti
- Direttore sportivo: Luca Berti Nulli
- Direttore generale: Emanuele Valli
- Team Manager: Chiara Di Santi
- Dirigente accompagnatore: Simone Sellani, Luca Massimo Rimini
- Medico società: Angelita Cisternino Varva

- Allenatore:Simone Pierini
- Vice allenatore: Massimiliano Rivelli
- Allenatore dei portieri: Danilo Giorgetti, TIziano Clementoni